# Papir Nash
El Papir Nash és una col·lecció de quatre fragments de papir adquirida a Egipte el 1898 per W. L. Nash i posteriorment adquirida per la Biblioteca de la Universitat de Cambridge. El papir compren un sol full, no forma part d'un pergamí i és de procedència desconeguda, encara que se suposa originari de la ciutat d'el Faium a Egipte.
El text va ser descrit per primera vegada per Stanley A. Cook el 1903. El papir fou datat per Cook com un escrit del segle ii dC, però revaluacions posteriors han portat a datar el fragment entre els anys 150 a 100 abans de Crist. El papir va ser, de molt, el més antic fragment de manuscrit hebreu conegut fins aquells moments, abans del descobriment dels Manuscrits de la mar Morta l'any 1947.